# Alwin-Mittasch-Preis
Der Alwin-Mittasch-Preis der DECHEMA (Deutsche Gesellschaft für Chemische Technik und Biotechnologie) ist ein Preis für Forschung zu Katalysatoren. Er ist nach Alwin Mittasch benannt und wird seit 1990 vergeben. Er hieß zunächst Alwin-Mittasch-Medaille und wurde für Heterogene Katalyse vergeben, seit 2006 wird er unter seinem aktuellen Namen für das gesamte Gebiet der Katalyse vergeben.

## Preisträger
- 1990 Gerhard Ertl, Fritz Haber Institut der MPG, Berlin
- 1992 Jerzy Haber, Institut für Katalyse und Oberflächenchemie, Krakau
- 1995 Hans-Herbert Brintzinger, Universität Konstanz, und Hansjörg Sinn, Hamburg, und Walter Kaminsky, Universität Hamburg
- 1998 Wilhelm Keim, RWTH Aachen, und Helmut Knözinger, LMU München
- 2001 Rutger Anthony van Santen, TU Eindhoven
- 2006 Avelino Corma, TU Valencia
- 2009 Jens Weitkamp, Stuttgart, und Jens K. Nørskov, TU Dänemarks in Lyngby
- 2012 Graham Hutchings, Cardiff, und Takashi Tatsumi, Tokyo Institute of Technology. Tatsumi erhielt den Preis für die Entdeckung neuer Titan-Zeolithe und deren industrielle Anwendung, Hutchings für Gold-Katalysator-Forschung
- 2013 Pierre A. Jacobs, Universität Leuven
- 2015 Robert Schlögl, Fritz-Haber-Institut der MPG
- 2017 David J. Cole-Hamilton, University of St. Andrews, und Xinhe Bao, Dalian Institute of Chemical Physics
- 2019 Piet van Leeuwen, INSA Toulouse
- 2021 Johannes A. Lercher, TU München
- 2023 Martin Muhler, Ruhr-Universität Bochum
- 2025 Ferdi Schüth, Max-Planck-Institut für Kohlenforschung[1]